# Вірій Непоціан (консул 336 року)
Вірій Непоціан (*Virius Nepotianus, д/н — бл. 337) — державний і військовий діяч Римської імперії.

## Життєпис
Походив з роду Віріїв. Син або онук Вірія Непоціана, консула 301 року. Його кар'єрі сприяло одруження на зведеній сестрі імператора Костянтина I — Євтропії.
Ймовірно обіймав якусь військову посаду, можливо коміта або дукса, у Фригії. 336 року стає консулом (разом з Теттієм Факундом). Напевне загинув у 337 році, коли після смерті імператора легіонери знищили усіх родичів Костянтина I, окрім його синів.

## Родина
Дружина — Євтропія, донька імператора Констація I
Діти:
- Вірій Непоціан, узурпатор